# Afognak
A Ilha Afognak (Alutiiq: Agw’aneq)  é uma ilha do estado norte-americano do arquipélago Kodiak, no Alasca. É uma grande ilha na costa sul do Alasca, separada do continente pelo Estreito de Shelikof. Está situada a 5 km a norte da ilha principal do arquipélago , a ilha Kodiak. Tem comprimento de de este a oeste de 69 km e, de norte a sul, 37 km de largura, com uma área de 1812,58 km², sendo em área a 18.ª maior ilha dos Estados Unidos e a 219.ª do mundo.
A ilha Afognak é montanhosa e densamente florestada. A parte oriental da ilha é um Parque Natural Estatal, criado em 1892. Habitada por aleutianos desde 4000 a.C., baseia a sua economia na pesca e caça, e nas trocas comerciais com as outras ilhas.
Em 1784 os russos chegaram à ilha, obrigando muitos aleutianos a deixá-la para trabalhar nos navios russos. O surto de varíola de 1837-1840 matou grande parte da população nativa da ilha. Uma comunidade de empregados reformados da Companhia Russo-Americana assentou perto da principal vila aleutiana da ilha, e com o tempo acabou por se unir a ela, criando uma comunidade mista. A erupção do vulcão Katmai em 1912 cobriu a vila de Afognak de lava e foi abandonada em 1964 pelos seus 200 habitantes. Depois de um tsunami que arrasou a ilha, a população assentou na vizinha ilha de Kodiak, criando a vila de Port Lions, onde constituíram a Native Village of Afognak, tribo reconhecida pelo governo federal.